# Edith Schultze-Westrum
Edith Käthe Elisabeth Schultze-Westrum, in Besetzungslisten manchmal auch Edith Schulze-Westrum, (* 30. Dezember 1904 in Mainz-Kastel; † 20. März 1981 in München) war eine deutsche Schauspielerin, Hörspiel- und Synchronsprecherin.

## Biographie
Edith Schultze kam als jüngstes von drei Geschwistern zur Welt. Ihre Eltern waren der Oberleutnant und Adjutant Karl August Siegmund Schultze und seine Ehefrau Else Hulda Mathilde Schultze, geb. Westrum. Durch eine Verfügung des Regierungs-Präsidenten zu Stralsund vom 3. Juli 1917 wurde genehmigt, dass das Kind Edith den Familiennamen Schultze-Westrum annehmen und führen durfte. So setzte sich ihr Name also aus denen ihrer Eltern zusammen. Ihre Kindheit verbrachte sie zunächst in Ulm, später in Berlin und Greifswald, wo sie auch das Lyzeum besuchte. Als 1914 der Erste Weltkrieg begann, wurde ihr Vater eingezogen und fiel bereits im ersten Kriegsjahr in Flandern.
Nach erfolgreichem Schulabschluss reiste sie zu einem Vetter, einem Professor für Anatomie, nach München und blieb dort. Er verschaffte seiner Cousine eine Anstellung als medizinische Laborantin in der Anatomie. Aber die junge Edith zog es mehr zum Theater. Im Jahre 1926 sah man sie erstmals als Krimhild in den „Nibelungen“ auf einer Münchener Studentenbühne. Die Studentin besuchte in der Stadt Vorlesungen über Vortragskunst und nahm privaten Schauspielunterricht. Schon 1927 erhielt sie einen Anfängervertrag an den Münchener Kammerspielen bei Otto Falckenberg. Dort war sie 1928 in einer Lulu-Inszenierung als Zimmermädchen Henriette zu sehen. Auf die Zofenrolle war sie in etwa 20 weiteren Inszenierungen festgelegt. Es dauerte noch eine ganze Weile, bis sie ihre erste klassische Rolle bekam. Doch dann wurde sie sehr bald eine bekannte Schauspielerin. Auch von den Kritikern der damaligen Zeit wurde sie durchweg sehr gut beurteilt. Es wurde vor allem auf die Wandlungsfähigkeit und Glaubwürdigkeit ihrer Rollendarstellung hingewiesen. „Das war elementare, großartig-schonungslose Darstellungskunst!“, schrieb über ihre Leistung beispielsweise die Münchener Zeitung 1935 nach der Premiere des Stückes „Das Spiel von den deutschen Ahnen“.
1935 belegte man sie mit einer mehrere Monate andauernden Auftrittssperre, weil sie sich kritisch über die Nazi-Diktatur äußerte und sich für ihre jüdischen Freunde einsetzte. Danach wurde sie erneut von Otto Falckenberg an das Bayerische Staatstheater München verpflichtet. Bis Kriegsende war sie nur in einem Spielfilm (Kiki von 1932) aufgetreten.
In den ersten Jahren nach dem Krieg ging sie häufig auf Tourneen und arbeitete als Synchronsprecherin, schrieb Texte für ausländische Filme und führte selber Regie, bevor sie wieder feste Engagements an den Münchener Kammerspielen und der „Kleinen Komödie“ erhielt. Seit 1948 war sie als freie Schauspielerin tätig.
Zu ihren bekanntesten Theaterrollen gehören die Mutter Wolfen in Gerhart Hauptmanns Der Biberpelz, die sie mit großem Erfolg u. a. am Staatstheater Hannover sowie 1966 am Schauspielhaus Hansa in Berlin verkörperte, und die Selma Knobbe in Die Ratten, ebenfalls von Hauptmann, sowie die Mrs. Evans in Seltsames Zwischenspiel von Eugene O’Neill.
Als Synchronsprecherin lieh sie ihre Stimme u. a. Dolores del Río (Flammender Stern), Julia Faye (Samson und Delilah), Ruth Nelson (Humoreske), Janet Beecher (Im Zeichen des Zorro) und Aline MacMahon (Der König von Hawaii).
1948 begann auch ihre Filmkarriere. In ihrem ersten Nachkriegsfilm Die Zeit mit Dir war sie als Fürsorgehelferin zu sehen. Ein Jahr später spielte sie die Frau Berowska in Tragödie einer Leidenschaft. Häufig war sie auch in Mutterrollen zu sehen, wie in Nacht fiel über Gotenhafen als Mutter Reiser oder Mutter Bernhard in dem Antikriegsfilm Die Brücke von Bernhard Wicki. 1961 spielte sie an der Seite von Gert Fröbe die weibliche Hauptrolle (Mutter Lauretz) in Via Mala. Zur „Mutter der Nation“ schaffte sie es allerdings nicht, was weniger an ihr als an der Art der Personen lag, die sie verkörperte. Bald wurde sie auch für das Fernsehen entdeckt. In vielen kleinen und großen Rollen war sie auf dem Bildschirm zu sehen, u. a. in der Fernsehserie Tournee – Ein Ballett tanzt um die Welt als Tante Anna in einer der Hauptrollen. An ihrer Seite spielten in weiteren Hauptrollen Maria Litto, Gerhart Lippert, Albert Venohr und Harry Wüstenhagen. Die Hauptdarstellerin war sie auch in Schwester Bonaventura mit Hilde Krahl, Mario Adorf und Horst Tappert in weiteren Rollen. 1962 spielte sie unter Regisseur Falk Harnack die weibliche Hauptrolle in Jeder stirbt für sich allein von Hans Fallada. Ihre Partner waren Alfred Schieske, Anneli Granget, Hartmut Reck und Werner Peters. 1965 sah man sie in der Hauptrolle des Films Das Haus in der Karpfengasse von Regisseur Kurt Hoffmann, der in zwei Versionen hergestellt wurde, einmal in einer Kinofassung und zum anderen in einer dreiteiligen Fernsehfassung, die inzwischen auch auf DVD erschienen ist. Für den Film gab es 5 Filmbänder in Gold.
Auch in mehreren Hörspielen war sie aufgetreten, beispielsweise 1958 in dem Science-Fiction-Stück Die Stunde des Huflattichs von Günter Eich und 1967 unter der Regie von Dieter Munck in der Titelrolle des Stückes Die Gewehre der Frau Carrar von Bertolt Brecht. Ihre Partner waren damals Karl Paryla und Grete Wurm. 1962 spielte sie unter der Regie von August Everding in dem Kinder-Hörspiel Von dem Fischer und seiner Frau der Brüder Grimm die Fischersfrau Ilsebill. Die weiteren Hauptdarsteller waren Hans Cossy, Robert Graf und Benno Sterzenbach. In dem Zwei-Personen-Stück Wirklich schade um Fred von James Saunders war sie 1965 gemeinsam mit Kurt Lieck zu hören.
Mitte der 1950er Jahre kaufte Schultze-Westrum, die eine Gartenfreundin war, ein Haus in Pullach. Ihre Liebe zur Natur konnte sie auch ihrem Sohn Thomas Schultze-Westrum vermitteln, der als Zoologe und Tierfilmer bekannt wurde. Thomas stammt aus einer Beziehung mit Paul Verhoeven.
Edith Schultze-Westrum war fünf Jahre, von 1940 bis 1945, mit dem Filmproduzenten Toni Schelkopf verheiratet und hatte insgesamt zwei Kinder, Regine und den bereits erwähnten Thomas.
Im Alter von 76 Jahren verstarb sie am 20. März 1981 in München an den Folgen der Parkinson-Krankheit, unter der sie schon geraume Zeit gelitten hatte. Die Beisetzung fand auf dem Waldfriedhof (Nr. 16-W-24) des Münchener Stadtteils Solln statt, bei der Heinz Rühmann, der mit ihr gemeinsam bei Falckenberg engagiert war, die Grabrede hielt.

## Auszeichnungen
- 26. Juni 1960: Bundesfilmband in Gold für die beste Nebendarstellerin in dem Spielfilm Die Brücke (1959)

## Filmografie
- 1932: Kiki
- 1948: Die Zeit mit Dir
- 1949: Tragödie einer Leidenschaft
- 1949: Heimliches Rendezvous
- 1949: Verspieltes Leben
- 1950: Vom Teufel gejagt
- 1951: Das ewige Spiel
- 1952: Gefangene Seele
- 1952: Haus des Lebens
- 1952: Die große Versuchung
- 1953: Zwerg Nase
- 1953: Ich und Du
- 1953: Liebe und Trompetenblasen
- 1954: Am Anfang war es Sünde
- 1954: Angst (La paura)
- 1954: Der dunkle Stern
- 1954: Sauerbruch – Das war mein Leben
- 1955: Geliebte Feindin
- 1955: 08/15 in der Heimat
- 1955: Ein Weihnachtslied in Prosa (Fernsehfilm)
- 1956: Weil du arm bist, mußt du früher sterben
- 1956: Vergiß, wenn Du kannst
- 1956: Wo war David Preston
- 1956: Santa Lucia
- 1957: Harte Männer, heiße Liebe – Mädchen und Männer
- 1957: Immer wenn der Tag beginnt
- 1958: Mein Mädchen ist ein Postillion
- 1958: Schwester Bonaventura
- 1959: Dorothea Angermann
- 1959: Nacht fiel über Gotenhafen
- 1959: Die Brücke
- 1959: Die Wahrheit über Rosemarie
- 1959: Moral (Lina Beermann) – Fernsehspiel
- 1960: Weit ist der Weg
- 1960: Am grünen Strand der Spree 3. Teil (Fernsehfilm)-Mehrteiler
- 1960: Der Schlagbaum (Fernsehfilm)
- 1960: Soldatensender Calais
- 1961: Familienpapiere (Fernsehfilm)
- 1961: Via Mala
- 1961: Die Stunde, die du glücklich bist
- 1962: Die Soldaten (Fernsehfilm)
- 1962: Jeder stirbt für sich allein (Fernsehfilm)
- 1962: Tunnel 28
- 1962: Sherlock Holmes und das Halsband des Todes
- 1962: Die Försterchristel
- 1962: Die Glocken von London (Fernsehfilm)
- 1963: Die erste Lehre (Fernsehfilm)
- 1963: Meine Frau Susanne – Fernsehserie, Folge: Die Dauerwelle
- 1963: Die fünfte Kolonne – Es führt kein Weg zurück
- 1963: Verführung am Meer
- 1963: Das unbrauchbare an Anna Winters (Fernsehfilm)
- 1964: Ein langer Tag (Fernsehfilm)
- 1964: Lydia muss sterben
- 1964: Das Kriminalmuseum – Der Füllfederhalter
- 1964: Ein Frauenarzt klagt an
- 1964: Die reinsten Engel (Fernsehfilm)
- 1965: Dr. med. Hiob Prätorius
- 1965: Das Haus in der Karpfengasse
- 1965: Die selige Edwina Black
- 1965: Das Haus in der Karpfengasse (Fernsehspiel in 3 Teilen)
- 1965: Gewagtes Spiel – Das Geheimnis von Scheferloh
- 1965: Yerma (Fernsehfilm)
- 1966: Der Fall Jeanne d’Arc (Fernsehfilm)
- 1966: Intercontinental Express – Schwester Nanni
- 1967: Die Mission (Fernsehfilm)
- 1969: Der Tag der Tauben (Fernsehfilm)
- 1970: Dem Täter auf der Spur – Puppen reden nicht
- 1970/71: Tournee – Ein Ballett tanzt um die Welt – Fernsehserie
- 1972: Sonderdezernat K1 – Vier Schüsse auf den Mörder
- 1972: Der Amateur (Fernsehfilm)
- 1973: Alle Menschen werden Brüder
- 1973: Der Kommissar – Schwarzes Dreieck
- 1975: Paul Gauguin (Fernsehfilm)-Mehrteiler
- 1975: Derrick – Paddenberg
- 1976: Derrick – Kalkutta
- 1976: Sonntagsgeschichten (Fernsehfilm)
- 1977: Haus der Frauen (Fernsehfilm)
- 1978: Union der festen Hand (Fernsehfilm)
- 1979: Wie Rauch und Staub (Fernsehfilm)
- 1979: Der Alte – Eine große Familie
- 1979: Jauche und Levkojen (Fernsehfilm)-Mehrteiler
- 1980: Nirgendwo ist Poenichen (Fernsehfilm)-Mehrteiler
- 1980: Unter Verschluß (Fernsehfilm)

## Hörspiele
- 1954: Zahlungsaufschub (Anni Marble) – Regie: Willy Purucker
- 1956: Libellenbucht (Mutter) – Regie: Heinz-Günter Stamm
- 1957: Macbeth, nach William Shakespeare (1. Hexe) – Regie: Heinz-Günter Stamm
- 1957: Ein Volksfeind, nach Henrik Ibsen (Johanna Stockmann) – Regie: Walter Ohm
- 1957: Egmont, nach Johann Wolfgang von Goethe (Klärchens Mutter) – Regie: Heinz-Günter Stamm
- 1958: Wilhelm Tell, von Friedrich Schiller (Armgard, Bäuerin) – Regie: Heinz-Günter Stamm
- 1958: Der Biberpelz, nach Gerhart Hauptmann (Frau Motes) – Regie: Walter Ohm
- 1958: Squirrel oder Der Ernst des Lebens (Mutt) – Regie: Heinz-Günter Stamm
- 1958: Die Stunde des Huflattichs (von Günter Eich – 1. Schlußfassung) (Frau Schirmer) – Regie: Fritz Schröder-Jahn
- 1959: Stützen der Gesellschaft, nach Henrik Ibsen (Martha Bernick) – Regie: Walter Ohm
- 1959: Weiße Chrysanthemen (Blumenfrau) – Regie: Hans Dieter Schwarze
- 1959: Das Lied von Bernadette (Louise Soubirous) – Regie: Heinz-Günter Stamm
- 1959: Johannisfeuer (Die Weszkalnene) – Regie: Heinz-Günter Stamm
- 1959: Madame Aurélie oder Die Frau des Bäckers (Miette Tonin) – Regie: Heinz-Günter Stamm
- 1960: Frau Violetts Träume (Frau Weiss) – Regie: Fritz Wilm Wallenborn
- 1960: Katjuscha, nach Lew Nikolajewitsch Tolstoi (Botschkowa) – Regie: Heinz-Günter Stamm
- 1960: Durchgebrannt (Mary Finch) – Regie: Rolf von Goth
- 1961: Der Sonderfall (Maria Kohlhammer) – Regie: Axel Corti
- 1961: Der große Fang (Annie) – Regie: Fritz Benscher
- 1961: Der zerbrochene Krug, nach Heinrich von Kleist (Frau Marthe Rull) – Bearbeitung und Regie: Alfred Hartner
- 1962: Menagerie (Frau Stätter) – Regie: Oswald Döpke
- 1962: Von dem Fischer und seiner Frau, nach den Brüdern Grimm (Ilsebill) – Regie: August Everding
- 1963: Gespräch in Sizilien (Frau Concezione, Mutter) – Regie: Fritz Schröder-Jahn
- 1963: Vor Sonnenuntergang, nach Gerhart Hauptmann (Frau Peters) – Regie: Heinz-Günter Stamm
- 1963: Anruf (Schwiegermutter) – Regie: Paul Pörtner
- 1964: Faust – Vierter Abend, nach Johann Wolfgang von Goethe (Sorge) – Regie: Otto Kurth
- 1964: Sie brauchen mehr als die anderen (Fräulein Bugenot) – Regie: Oswald Döpke
- 1964: Ein kurzer Aufenthalt (Frau Hilpert) – Regie: Ulrich Lauterbach
- 1964: Die Schaukel in der Trauerweide (Mutter) – Regie: Oswald Döpke
- 1965: In den Staubkammern (Alte Nonne) – Regie: Gert Westphal
- 1965: Wirklich schade um Fred (Mrs. Pringle) – Regie: Oswald Döpke
- 1965: Rabentage (Tante Lisa) – Regie: Hermann Wenninger
- 1965: Die Parasiten – Regie: Hermann Wenninger
- 1965: Mathilde Möhring, nach Theodor Fontane –Regie: Rudolf Noelte
- 1967: Gewehre der Frau Carrar, nach Bertolt Brecht (Frau Carrar) – Regie: Dieter Munck
- 1967: Hohe Krankheit (Mutter) – Regie: Josef Melc
- 1969: Übergang (Anna Gürlich) – Regie: Rolf von Goth
- 1969: Träume – Regie: Peter Michel Ladiges
- 1969: Dieses unmenschliche Haus (Hausmeistersfrau) – Regie: Raoul Wolfgang Schnell
- 1969: Rachels Lied (Eine Verkäuferin) – Regie: Peter Michel Ladiges
- 1971: Zeus und Genossen (Göttermutter Hera) – Regie: Andreas Weber-Schäfer
- 1973: Portrait einer dicken Frau (Die dicke Frau) – Regie: Mathias Neumann
- 1974: Väter und Söhne, nach Iwan Sergejewitsch Turgenew (Mutter) – Regie: Gert Westphal
- 1974: Gerechtigkeitsfabrik (Alte Dame) – Regie: Günther Sauer
- 1975: Ein Hund namens Hegel (Frau Feder) – Regie: Heiner Schmidt
- 1977: Niemand hört den Hilferuf (Alte Dame) – Regie: Werner Klein
- 1977: Ich möchte, ich möchte die Welt (Tante) – Regie: Hans Gerd Krogmann
- 1978: Im Affenparadies (Oma) – Regie: Hartmut Kirste
- 1980: Unordentliche Zeiten (Die Mutter) – Regie: Ludwig Cremer
- 1981: Reise zum Mittelpunkt der Erde nach Jules Verne (Martha, Haushälterin bei Prof. Lidenbrock) – Regie: Werner Simon